# 玉翠蛛
玉翠蛛（学名：Siler semiglaucus）为跳蛛科翠蛛属的动物。分布于斯里兰卡、印度、菲律賓以及中国大陆的广西、云南等地。该物种的模式产地在斯里兰卡。